# Handhaving
Handhaving is controle op de naleving van wet- en regelgeving en het doen naleven van deze regels. Daarbij kan sprake zijn van zelfhandhaving of -regulering of handhaving door een derde partij. Goede handhaving versterkt het vertrouwen in naleving en maakt het daarmee mogelijk dat overeenkomsten worden aangegaan. In positieve zin is handhaving gericht op het creëren en in stand houden van zaken als veiligheid, leefbaarheid, gezondheid, welzijn en goede sociale verhoudingen.
Een gebrek aan handhaving kan grote gevolgen hebben. Zo kan een gebrek aan handhaving van eigendomsrecht de bereidheid tot kapitaalkrachtige ondernemingen en langetermijnsinvesteringen verminderen. Dit draagt onder meer bij aan de geringe economische groei van ontwikkelingslanden.

## Zelfhandhaving
Zelfhandhaving kan mogelijk zijn door internalisering waar de betrokken partijen zelf overtuigd zijn van de noodzaak tot naleving. Het kan ook plaatsvinden binnen een groep die nauw verbonden is, bijvoorbeeld door verwantschap. De groepsdruk en sociale controle kunnen hier dusdanig zijn, dat het niet naleven een weinig aantrekkelijke optie is, bijvoorbeeld door de dreiging van uitsluiting.

## Derde partij
In gemeenschappen waar sprake is van een geringe band en bij eenmalige uitwisselingen kan zelfhandhaving onvoldoende zekerheid bieden. Dit kan tot gevolg hebben dat bepaalde uitwisselingen of transacties niet meer plaatsvinden. Handhaving door een derde partij kan hierbij uitkomst bieden. Het beschikbaar stellen van informatie door onafhankelijke instanties kan hiertoe bijdragen, maar uiteindelijk is dwang noodzakelijk om overeenkomsten na te laten leven. Deze rol wordt veelal uitgevoerd door de overheid, maar kan in principe worden vervuld door elke instantie die voor de betrokken partijen het vereiste gezag heeft.
Vaak bestaat de dwang uit het opleggen van straf of een dwangsom.
Een extreme vorm van handhaving is nultolerantiebeleid, waarbij de geringste afwijking van de norm hard wordt afgestraft. Een erg letterlijke toepassing van regels komt echter gemakkelijk in conflict met de eisen van redelijkheid en billijkheid.

### Toezicht
Om naleving te verzekeren bij handhaving door een derde partij is het nodig dat er toezicht wordt gehouden. Zo stellen overheden toezichthouders aan. Dit toezicht is echter aan bepaalde beperkingen onderhevig die fysiek, technologisch of ethisch kunnen zijn. Fysieke en technologische beperkingen kunnen maken dat de kosten, in dit geval ook wel transactiekosten genoemd, dusdanig hoog liggen dat goed toezicht achterwege blijft.

### Regelgeving
Bij het opstellen van regelgeving is het van belang dat deze te handhaven zijn. Ook moeten deze aansluiten op de eisen die gesteld worden aan de specifieke situatie. Indien hier geen rekening mee wordt gehouden, bestaat de kans dat niet alleen de betrokken partijen, maar ook de handhavers zelf de regels naast zich neerleggen, zodat er sprake is van gedoogbeleid.
Voor een effectieve handhaving is vereist dat de regels zodanig duidelijk zijn verwoord dat een relatieve buitenstaander daarmee kan vaststellen of een gebeurtenis of situatie voldoet aan die omschrijving.  Wanneer toezichthouders rechtsregels niet hanteren overeenkomstig de bijbehorende doelen, kan dat gezien worden als overtreding van het verbod op détournement de pouvoir. 